# Mark Robert Davey
Mark Robert Davey (* 20. September 1968 in Ilford, England) ist ein Kunstfotograf.

## Leben und Werk
Davey-Fotografien sind hauptsächlich in Schwarzweiß. Er hat international ausgestellt und seine Fotografien befinden sich in öffentlichen und privaten Sammlungen.
Auf seinen Fotografien benutzt Davey den Walisischen Drachen Y Ddraig Goch und das Kürzel MRD.

## Arbeiten und öffentliche Sammlungen (Auswahl)
- „En Route“, Burg Hanstein, Thüringen, Mai 2006 - September 2006
- „Photography - a mirror of everyday life as I see it“, Archive for Audiovisual Documentation in Riga, April 2007 - Oktober 2007
- „Zu Gast in Mühlhausen. Sichtweisen der Welt in Schwarz-Weiß“, Mühlhäuser Museen, Historische Wehranlage, April - Oktober 2007
- „Wales heute. Situationen aus dem Alltag“ in der Winkelkirche St. Concordia, Ruhla, Sommer 2007
- Ausstellung im Volkswagenwerk Kassel, April 2007 - Dezember 2007
- Kunst im öffentlichen Raum, Kassel, Deutschland. Ausstellungen während der Documenta 12. 16. Juni – 23. September 2007
- Gruppen-Wanderausstellung Nationalbibliothek, Tallinn, Estonia 3. September – 3. Dezember 2007
- Gruppen-Wanderausstellung Lettische Nationalbibliothek, Riga 5. April – 5. September 2007
- Ausstellung „Deep Shadows“. Kassel Ausstellungen während der Documenta 12 – Deutschland 16. Juni – 23. September 2007
- Panorama-Wales-Ausstellung. Universitätsbibliothek Göttingen, SUB, Deutschland 4. April – 30. Mai 2008
- Walisische Panorama-Reversefotospektive. Ty Howell, Nationalversammlung für Wales, Cardiff, Großbritannien September 2012 – Februar 2013
- Walisische Panorama-Reversefotospektive. Die Washington Gallery, Penarth, Cardiff, Wales, Großbritannien 14. Februar – 1. April 2013
- Grain – Eine Sammlung von Schwarz-Weiß-Fotografien aus Wales und darüber hinaus. MOMA, Machynlleth, Wales, Großbritannien 20. September – 11. November 2014
- Reversephotospectives Optische Täuschung Fotoskulpturen. MOMA, Machynlleth, Wales, Großbritannien. 26. September – 14. November 2015
- Enaid Cymru/Die Seele von Wales. Gruppenausstellung. Arbeiten aus der ständigen Sammlung des Tabernacle. MOMA, Machynlleth, Wales, Großbritannien. 9. Juli – 29. Oktober 2016
- Schwarz-Weiß-Fotografien im ZIMT. Universität Siegen, Deutschland. 1. Januar – 31. Dezember 2017
- Im Stories Frame von Blackthumb ausgestellte Fotos. Pulse, Olympia, London, Großbritannien. 14. Mai – 16. Mai 2017
- Schwarz-Weiß-Fotografien Universitätsbibliothek Hildesheim, Deutschland. 2019–2020
- Museum für moderne Kunst, MOMA, Machynlleth, Wales, Großbritannien.
- Staats- und Universitätsbibliothek Göttingen, Deutschland.
- Documenta Archiv für die Kunst, Kassel, Deutschland.
- Das Nationalarchiv Lettlands.
- Die Nationalbibliothek von Wales, Großbritannien.